# 2701 Cherson
2701 Cherson је астероид главног астероидног појаса са средњом удаљеношћу од Сунца која износи 3,179 астрономских јединица (АЈ).
Апсолутна магнитуда астероида је 12,5.